# 야누시 카민스키
야누시 지그문트 카민스키(폴란드어: Janusz Zygmunt Kamiński, 1959년 6월 27일 ~ )는 폴란드 출신의 촬영 감독이다. 1993년 《쉰들러 리스트》를 시작으로 스티븐 스필버그 영화의 촬영 기사를 전담했다. 《쉰들러 리스트》와 1998년 《라이언 일병 구하기》로 아카데미 촬영상을 수상했다.

## 연출 작품 목록
| 연도 | 제목                                    | 감독            | 비고                      |
| ---- | --------------------------------------- | --------------- | ------------------------- |
| 1993 | 《쉰들러 리스트》                       | 스티븐 스필버그 | 스필버그 감독과의 첫 작품 |
| 1993 | 《허클베리 핀의 모험》                  | 스티븐 소머스   |                           |
| 1994 | 《리틀 자이언트》                       | 더웨인 던햄     |                           |
| 1996 | 《제리 맥과이어》                       | 캐머런 크로     |                           |
| 1997 | 《쥬라기 공원 2: 잃어버린 세계》        | 스티븐 스필버그 |                           |
| 1997 | 《아미스타드》                          | 스티븐 스필버그 |                           |
| 1998 | 《라이언 일병 구하기》                  | 스티븐 스필버그 |                           |
| 2001 | 《A.I.》                                | 스티븐 스필버그 |                           |
| 2002 | 《마이너리티 리포트》                   | 스티븐 스필버그 |                           |
| 2002 | 《캐치 미 이프 유 캔》                  | 스티븐 스필버그 |                           |
| 2004 | 《터미널》                              | 스티븐 스필버그 |                           |
| 2005 | 《우주 전쟁》                           | 스티븐 스필버그 |                           |
| 2005 | 《뮌헨》                                | 스티븐 스필버그 |                           |
| 2007 | 《잠수종과 나비》                       | 줄리언 슈나벨   |                           |
| 2008 | 《인디아나 존스: 크리스탈 해골의 왕국》 | 스티븐 스필버그 |                           |
| 2011 | 《틴틴: 유니콘호의 비밀》               | 스티븐 스필버그 |                           |
| 2011 | 《워 호스》                             | 스티븐 스필버그 |                           |
| 2012 | 《링컨》                                | 스티븐 스필버그 |                           |
| 2014 | 《더 저지》                             | 데이비드 도브킨 |                           |
| 2015 | 《스파이 브릿지》                       | 스티븐 스필버그 |                           |
| 2016 | 《마이 리틀 자이언트》                  | 스티븐 스필버그 |                           |
| 2017 | 《더 포스트》                           | 스티븐 스필버그 |                           |